# (7208) Assurbanipal
(7208) Assurbanipal, désignation internationale (7208) Ashurbanipal, est un astéroïde de la ceinture principale.

## Description
(7208) Assurbanipal est un astéroïde de la ceinture principale. Il fut découvert par Cornelis Johannes van Houten et Tom Gehrels le 24 septembre 1960 à l'observatoire Palomar. Il présente une orbite caractérisée par un demi-grand axe de 2,167 UA, une excentricité de 0,072 et une inclinaison de 2,19° par rapport à l'écliptique.
Il fut nommé en hommage au roi assyrien Assurbanipal (période 693 à 626 avant Jésus-Christ).

## Compléments